# じょんから女節
「じょんから女節」（じょんからおんなぶし）は、2003年6月25日に発売された長山洋子のシングル。

## 解説
小学生の頃から津軽三味線にも親しんでいた長山が、放浪する津軽三味線奏者の女性を歌う曲で、2003年7月21日付オリコン演歌チャートで1位を獲得した。曲中、長山は自ら三味線を演奏し、三味線の「弾き歌い」を披露した。歌詞そのものを映像化することの多い宣伝用ビデオも、津軽三味線奏者の母と娘の相克を描く映画仕立てとなっており、母役と娘役の二役を長山が演じている。
紅白では第54回・第55回・第58回と3度歌唱されている。第56回ではNHKが実施したアンケート「スキウタ〜紅白みんなでアンケート〜」で紅組60位にこの曲が入ったものの、紅白で長山はこの曲ではなく「芭蕉布」を歌った。

## 収録曲
- 両楽曲共に、作詞：鈴木紀代、編曲：伊戸のりお

1. じょんから女節 (4分41秒)
作曲：西つよし
2. たまゆら (4分41秒)
作曲：円広志
3. じょんから女節（オリジナル・カラオケ） (4分43秒)
4. たまゆら（オリジナル・カラオケ） (4分38秒)